# Cinque Nazioni 1984
Il Cinque Nazioni 1984 (in inglese 1984 Five Nations Championship; in francese Tournoi des Cinq Nations 1984; in gallese Pencampwriaeth y Pum Gwlad 1984) fu la 55ª edizione del torneo annuale di rugby a 15 tra le squadre nazionali di Francia, Galles, Inghilterra, Irlanda e Scozia, nonché la 90ª in assoluto considerando anche le edizioni dell'Home Nation Championship.
Il torneo vide, per la prima volta dal 1938, il ritorno alla vittoria in solitaria della Scozia nonché il suo secondo Grande Slam assoluto dopo quello del 1925.
Parimenti risalente al 1938 l'ultima Triple Crown conquistata dalla nazionale del Cardo prima di allora; nella stessa partita in cui gli scozzesi raggiunsero tale traguardo, costrinsero anche l'Irlanda al Whitewash, il suo terzo in sette anni dopo quelli del 1977 e del 1981.
Da segnalare anche il completamento del National Stadium di Cardiff al termine di lavori durati 15 anni durante i quali la sua capienza fu sempre variabile: a regime il nuovo impianto, che nella sua veste definitiva fu inaugurato il 21 gennaio nella partita d'apertura del Galles, era capace di 62000 posti, anche se solo 13 anni più tardi sarebbe stato demolito per fare posto al Millennium Stadium.
Il valore delle marcature, come stabilito dall’IRFB nel 1977, era: 4 punti per ciascuna meta (6 se trasformata), 3 punti per la realizzazione di ciascun calcio piazzato, idem per il drop.

## Nazionali partecipanti e sedi
| Squadra     | Città     | Impianto interno   |
| ----------- | --------- | ------------------ |
| Francia     | Parigi    | Parco dei Principi |
| Galles      | Cardiff   | National Stadium   |
| Inghilterra | Londra    | Twickenham         |
| Irlanda     | Dublino   | Lansdowne Road     |
| Scozia      | Edimburgo | Murrayfield        |

## Risultati

### 1ª giornata
| Arbitro: | Clive Norling |

|                 |      |              |
| Gallion Sella   | mt   |              |
| Lescarboura     | tr   |              |
| Lescarboura (4) | c.p. | Campbell (4) |
| Lescarboura     | drop |              |

| Arbitro: | Owen Doyle |

|           |      |               |
| Titley    | mt   | Aitken Paxton |
| H. Davies | tr   | Dods 2        |
| H. Davies | c.p. | Dods          |

### 2ª giornata
| Arbitro: | Dick Byres |

|              |      |                         |
|              | mt   | Ackerman                |
|              | tr   | H. Davies               |
| Campbell (3) | c.p. | H. Davies (2) Bowen (2) |

| Arbitro: | David Burnett |

|                     |      |          |
| Johnston E. Kennedy | mt   |          |
| Dods (2)            | tr   |          |
| Dods (2)            | c.p. | Hare (2) |

### 3ª giornata
| Arbitro: | Dick Byres |

|                  |      |                 |
| Butler H. Davies | mt   | Sella           |
| H. Davies        | tr   | Lescarboura     |
| H. Davies (2)    | c.p. | Lescarboura (4) |
|                  | drop | Lescarboura     |

| Arbitro: | René Hourquet |

|          |      |          |
| Hare (3) | c.p. | Ward (3) |
| Cusworth | drop |          |

### 4ª giornata
| Arbitro: | Alan Hosie |

|                                     |      |                   |
| Bégu Codorniou Estève Gallion Sella | mt   | Hare R. Underwood |
| Lescarboura (3)                     | tr   | Hare (2)          |
| Lescarboura                         | c.p. | Hare (2)          |
| Lescarboura                         | drop |                   |

| Arbitro: | Fred Howard |

|           |      |                                       |
| Kiernan   | mt   | Dods R. Laidlaw (2) Robertson tecnica |
| J. Murphy | tr   | Dods (3)                              |
| J. Murphy | c.p. | Dods (2)                              |

### 5ª giornata
| Arbitro: | Brian Anderson |

|          |      |           |
|          | mt   | Hadley    |
|          | tr   | H. Davies |
| Hare (5) | c.p. |           |
|          | drop | Dacey (2) |

| Arbitro: | Winston Jones |

|          |      |             |
| Calder   | mt   | Gallion     |
| Dods     | tr   | Lescarboura |
| Dods (5) | c.p. | Lescarboura |
|          | drop | Lescarboura |

## Classifica
| Pos | Squadra     | G | V | N | P | PF | PS | DP  | Pt |
| --- | ----------- | - | - | - | - | -- | -- | --- | -- |
| 1   | Scozia      | 4 | 4 | 0 | 0 | 86 | 36 | +50 | 8  |
| 2   | Francia     | 4 | 3 | 0 | 1 | 90 | 67 | +23 | 6  |
| 3   | Galles      | 4 | 2 | 0 | 2 | 67 | 60 | +7  | 4  |
| 4   | Inghilterra | 4 | 1 | 0 | 3 | 51 | 83 | −32 | 2  |
| 5   | Irlanda     | 4 | 0 | 0 | 4 | 39 | 87 | −48 | 0  |